# Policijski poveljnik Ante
Policajski Povelnjik Antek (Antek policmajster) je poljska komedija iz leta 1935, ki jo je režiral Michał Waszyński.

## Igralci:
- Mieczyslawa Cwiklinska kot Guvernerjeva žena
- Maria Bogda kot Guvernerjev hlapec
- Adolf Dymsza kot Antek Król
- Antoni Fertner kot Guverner
- Konrad Tom kot Policaj
- Wanda Jarszewska kot Governerjeva starejša sestra
- Stefania Górska kot Governerjeva hči
- Helena Zarembina kot Governerjeva grda hči
- Józef Kondrat kot Felek
- Czeslaw Skonieczny kot Policijski poveljnik Semyon Fyodorovich Wypiwajlo
- Ludwik Lawinski kot Brivec
- Feliks Chmurkowski kot Psihiater
- Józef Orwid kot Ruski poslovnež
- Stanislaw Lapinski kot Ruski poslovnež
- Zygmunt Regro-Regirer kot Vodja orkestra
- Tadeusz Olsza kot Policijski komisar